# Spitfire Audio Labs
Spitfire Audio Labs – darmowa wtyczka audio od Spitfire Audio, przeznaczona na komputery z systemem operacyjnym Windows. Została wprowadzona na rynek w połowie 2018 roku. Oferuje wiele bibliotek instrumentów w postaci wtyczki VST lub VST3; współpracuje z wieloma programami DAW. Twórcy programu zarejestrowali próbki instrumentów, a nad całością czuwali realizatorzy dźwięku.
Przed pobraniem wtyczek z serii LABS należy zainstalować na komputerze program Spitfire Audio App, który jest swego rodzaju menadżerem pośredniczącym w pobieraniu i instalacji produktów tej brytyjskiej firmy.
LABS są cały czas rozbudowywane, aktualnie składają się z 47 bibliotek instrumentów.